# حسن مومن
حسن مؤمن هو لاعب كرة قدم ومدرب كرة قدم مغربي في مركز الوسط، ولد في 1 نوفمبر 1957 في الخميسات في المغرب. لعب مع نادي الوداد الرياضي.

## وصلات خارجية
- حسن مؤمن على موقع قاعدة بيانات كرة القدم.إي يو (الإنجليزية)